# Libanon
Libanon (Arabisch: لبنان, lubnān; Aramees: לבנאנ; Frans: Liban), officieel de Republiek Libanon (Arabisch: الجمهورية اللبنانية, Al-Jumhūriyyah al-Lubnāniyyah, Frans: République libanaise), is een klein en dichtbevolkt land gelegen aan de uiterste oostkust van de Middellandse Zee in Azië. In het zuiden grenst het aan Israël en in het oosten en noorden aan Syrië.
Het land behoort tot de Arabische Liga.

## Naam
De naam Libanon komt uit de Semitische stam lbn, wat "wit" betekent in het Aramees, waarschijnlijk een verwijzing naar het besneeuwde Libanongebergte. Julius Caesar noemde Libanon Lub Na'a, wat "Wit Land" betekent.
De naam kwam op zijn vroegst voor in teksten uit de Bibliotheek van Ebla uit het derde millennium v.Chr.

## Geschiedenis (1920-heden)

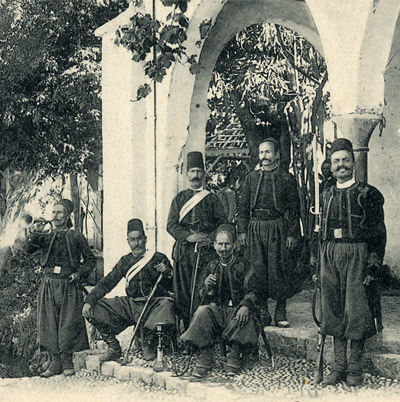
Libanese soldaten tijdens het mutasarrifaat, eind 19e-begin 20e eeuw

Nadat in de Eerste Wereldoorlog het Ottomaanse Rijk verslagen was door de geallieerden, werden in 1920 - na de Conferentie van San Remo - Libanon en Syrië Franse mandaatgebieden. De Fransen bestuurden Libanon met behulp van de katholieke Maronieten, die toen de meerderheid van de bevolking uitmaakten.
In 1943 werd het Franse mandaat over Libanon opgeheven, mede dankzij het grote Libanese verzet, en werd Libanon een onafhankelijke republiek. Toen werd het zogenaamde Nationaal Pact gesloten waarbij werd bepaald dat de president altijd een Maronitisch christen zou zijn, de premier een soenniet en de voorzitter van het Huis van Afgevaardigden een sjiiet. Ook werd bepaald dat tijdens een eventueel Arabisch conflict Libanon neutraal zou blijven. Het land zou zich cultureel zowel op Europa als op de Arabische Landen oriënteren.
Gedurende de jaren 1940 en 1950 was de situatie stabiel, hoewel er wel degelijk ongenoegen waarneembaar was bij de sjiieten, die ondanks het feit dat hun bevolkingsgroep steeds toenam, een tweederangsrol bekleedden in de regering. De jaren 1950 en 1960 waren tijden van grote economische voorspoed en een ver doorgedreven markteconomie.
In 1958 kwamen moslims in opstand en eisten een nieuwe volkstelling. Zij meenden dat de volkstelling uit 1932 achterhaald was en dat zij inmiddels de meerderheid van de bevolking uitmaakten. Verder werden de islamitische gebieden achterstallig door de overheid onderhouden en genoten zij hierdoor niet de kwaliteit van scholen, ziekenhuizen en infrastructuur, en eisten dan ook een verbetering hiervan. De Libanese regering gaf geen gehoor aan deze eisen van de moslims en met Amerikaanse steun werd de opstand onderdrukt.

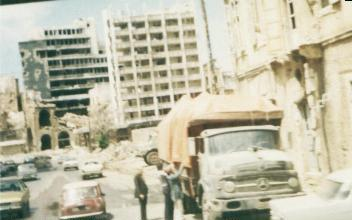
Beiroet tijdens de Libanese Burgeroorlog (1978)

In 1973 vond er een uitbarsting van geweld plaats tussen regeringsmilities en de in Libanon verblijvende Palestijnen van de PLO. Daarnaast brak er een strijd uit tussen de falangisten van Pierre Gemayel en diverse islamitische partijen. In 1975 brak de Libanese Burgeroorlog uit. De verschillende partijen in de burgeroorlog raakten onderling verdeeld, wat de onoverzichtelijkheid in het conflict deed toenemen. In 1976 trokken Syrische troepen Libanon binnen, later gevolgd door VN-troepen en het Israëlische leger (1977 en 1982).
In 1989 werd uiteindelijk onder druk van Arabische landen het Vredesakkoord van Taif gesloten. De Israëlische troepen vertrokken in mei 2000 uit het zuidelijke deel van Libanon, na herhaalde aanvallen van Hezbollah en de overtuiging dat het geweld zou afnemen als Israël zou vertrekken uit Libanon.
Op 14 februari 2005 werd oud-premier Rafik Hariri bij een bomaanslag gedood. Hierna ontstonden enorme massademonstraties, waarin de terugtrekking van Syrische troepen geëist werd. Deze demonstraties en de bijbehorende protesten worden de Cederrevolutie genoemd. Hierop verlieten de Syrische troepen Libanon.
In 2006 brak opnieuw een oorlog uit met Israël. In juli van dat jaar vuurde de Hezbollah-militie Katjoesjaraketten af op Israëlisch grondgebied en wist het bij een aanval op een grenspost meerdere Israëlische militairen te doden en anderen tot krijgsgevangene te maken. Israël bracht in reactie hierop met luchtaanvallen ernstige schade toe aan de civiele infrastructuur in Libanon (inclusief de luchthaven van Beiroet). Vervolgens trokken grondtroepen de door Hezbollah militair gecontroleerde delen van Libanon binnen. Hierop volgde een conflict dat een maand lang duurde en waarin 3.970 door Hezbollah afgevuurde raketten in het noorden van Israël, veelal stedelijke gebieden, landden en 1.200 burgers (voornamelijk Libanezen) en 160 soldaten (voornamelijk Israëli's) om het leven kwamen. Het conflict kwam officieel op 14 augustus 2006 tot een einde, toen de VN-Veiligheidsraad in Resolutie 1701 opriep tot een staakt-het-vuren tussen Hezbollah en Israël. Tegen het einde van de oorlog toen Israël verzekerd was van een staakt het vuren vuurde het in de laatste dagen een grote hoeveelheid cluster bommen op het gebied af. Dit laatste offensief deed veel schade en garandeerde een scheidingslijn tussen de twee landen.
In het voorjaar van 2008 zijn er gevechten geweest, waarbij Hezbollah belangrijke delen van Beiroet innam als gevolg van de regeringsbeslissingen die Hezbollah beperkingen oplegden in Libanon. Hezbollah beschouwde dit als verraad van deze regering, omdat dit alleen voordelig zou zijn voor Israël. Bij dit geweld kwamen 80 mensen om het leven.
Op 4 augustus 2020 vond er een explosie plaats in het havengebied van Beiroet, dicht bij het centrum. Ongeveer 2750 ton ammoniumnitraat, dat al enkele jaren in een loods was opgeslagen, explodeerde en vernietigde grote delen van de hoofdstad. Er waren meer dan 190 doden en duizenden gewonden. Nog geen week later, op 10 augustus, trad de Libanese regering af na grote protesten volgend op de ramp.

## Geografie

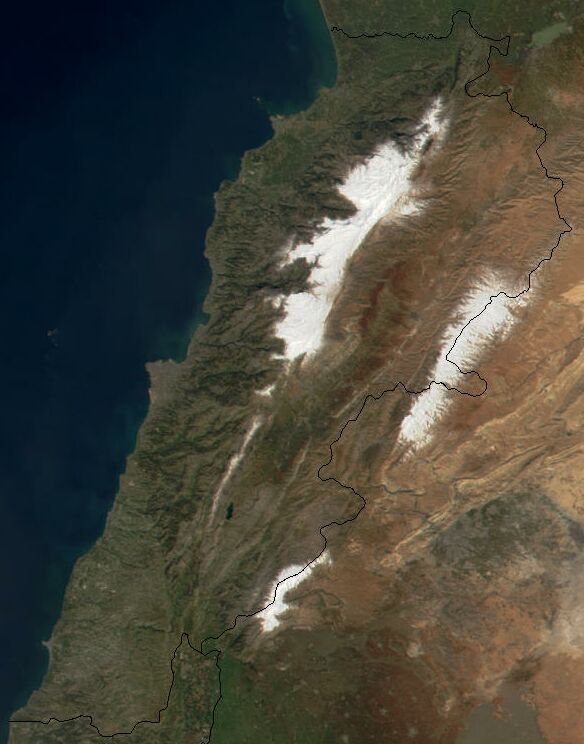
Satellietfoto van Libanon

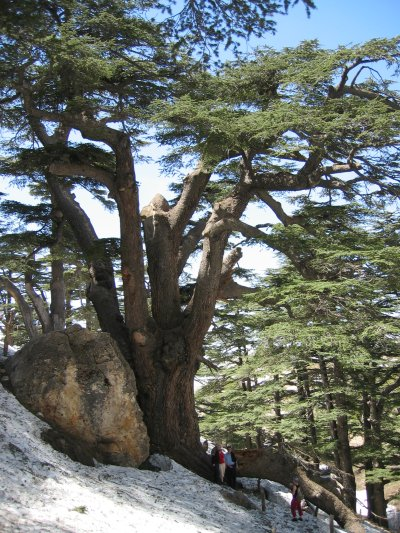
De Libanonceder

Libanon grenst in het westen aan de Middellandse Zee met een kustlijn van 225 km. Ten noorden en oosten van het land ligt Syrië (grenslijn 375 km) en ten zuiden grenst het aan Israël (grenslijn 79 km).
Parallel met de vlakke kuststrook loopt het Libanongebergte. De oostgrens met Syrië wordt gemarkeerd door het gebergte van de Anti-Libanon. De hoogste berg van Libanon is de Qurnat as Sawda', 3088 m hoog. Het woord Libanon (ook "Loubnan" of "Lebnan") komt van het Aramese woord laban wat 'wit' betekent, een verwijzing naar de besneeuwde pieken van de Libanonberg. Tussen de twee gebergtes loopt de Bekavallei.
Het land heeft door zijn hoge bergen geen gebrek aan water. De belangrijkste rivieren zijn de Litani en de Orontes (of Asi).
Al sinds de tijden van de Feniciërs is Libanon een belangrijke leverancier van hout. De Libanonceder is nog steeds het symbool van het land en is opgenomen in de vlag van Libanon. De ceders zijn gezien hun geringe aantal beschermd en mogen niet meer gekapt worden.

## Politiek en bestuur

### Staatsinrichting

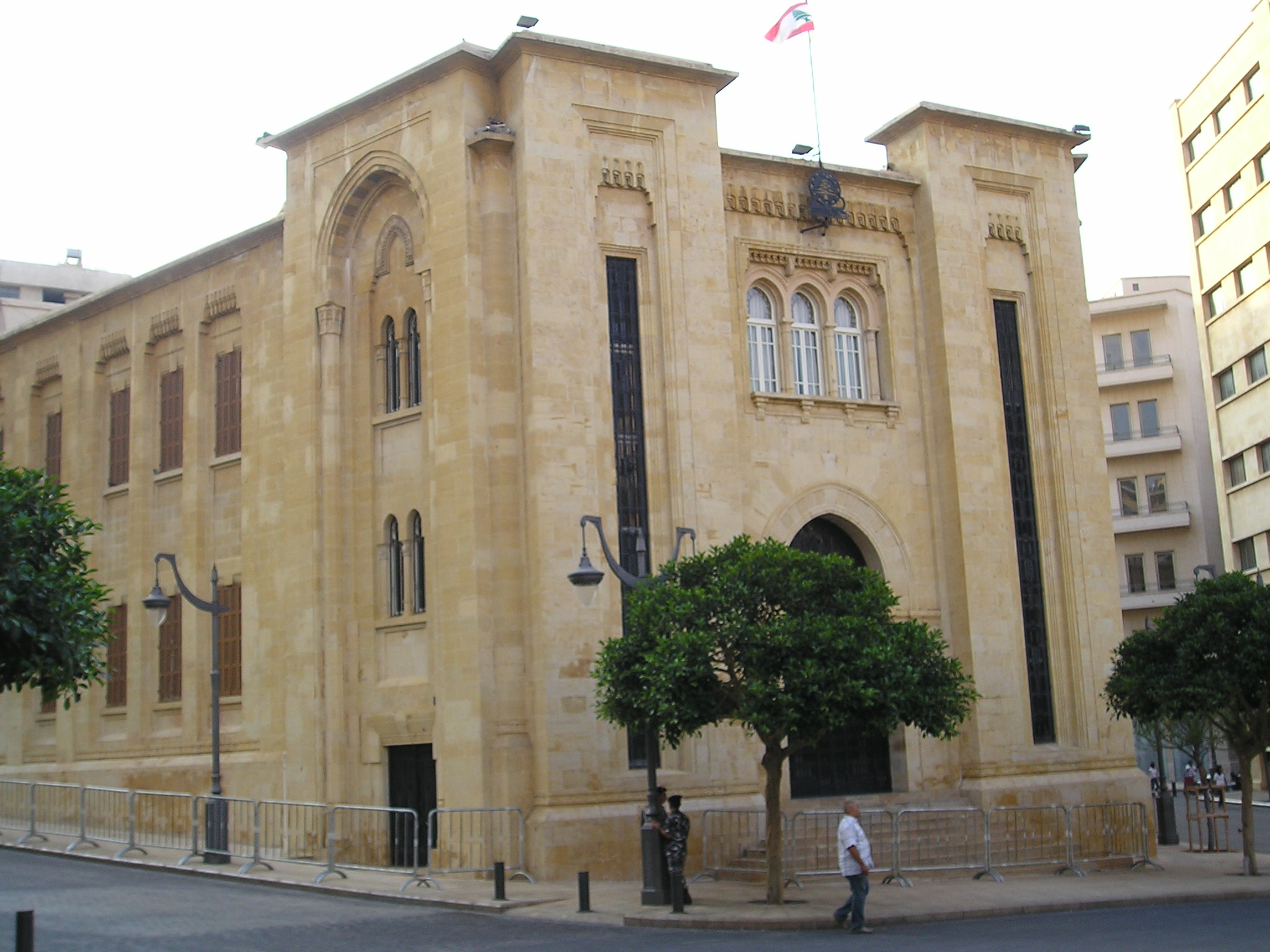
Het parlement van Libanon in de hoofdstad Beiroet

Libanon is een onafhankelijke republiek. In het zogenaamde Nationale Pact van 1943 is vastgelegd dat de belangrijkste functies in de politieke macht verdeeld zijn over de belangrijkste etnisch-religieuze groepen:
- de president is een Maronitisch christen.
- de premier is een soennitische moslim
- de parlementsvoorzitter is een sjiitische moslim
- de opperbevelhebber van het leger is een Maronitisch christen.

De macht is aldus volgens de confessionele groepen verdeeld. In het parlement is de verhouding tussen moslims en christenen gelijk maar ten gevolge van het feit dat de president en de opperbevelhebber van het leger christenen zijn, ligt het zwaartepunt van de politieke macht nogal eens in het christelijke kamp. Deze verdeling is gebaseerd op een volkstelling uit 1932 en later herzien bij het Vredesakkoord van Taif. Inmiddels vormen de moslims de meerderheid van de Libanese bevolking. Tijdens de verkiezingen van 2005 was de verdeling van de stemgerechtigde christenen-moslims ruwweg 40% versus 60%.
De wetgevende macht berust bij Kamer van Afgevaardigden die 128 zetels heeft en voor vier jaar is verkozen. Alle in Libanon wonende Libanezen van 21 jaar en ouder hebben stemrecht.
Geen der partijen heeft ooit een absolute meerderheid behaald zodat in Libanon altijd coalities moesten worden gevormd om te kunnen regeren.

### Verkiezingen
Vóór de verkiezingen van juni 2005 sloten de verschillende politieke partijen diverse lijstverbindingen. De overwinning ging naar de coalitie genaamd Lijst Martelaar Rafik Hariri, die geleid werd door Rafik Hariri's zoon Saad Hariri. Zijn coalitie won 72 van de 128 zetels. De overige zetels gingen naar Verzets- en Ontwikkelingsblok (35 zetels) en de Vrije Patriottische Beweging (21). Fouad Siniora vormde hierna een regering. Deze bestond uit 24 personen, twaalf christenen en twaalf moslims. Ook Hezbollah maakte deel uit van de regering.
De uitslag van de verkiezingen op 7 juni 2009 was 71 zetels voor de 14-maart-beweging (of pro-westerse coalitie van soennieten, druzen en een deel van de christenen onder leiding van Saad Hariri) en 57 voor de 8-maart-beweging (o.a. Hezbollah en de Vrije Patriottische Beweging). Op 27 juni 2009 verklaarde de nieuwe Libanese premier Saad Hariri een regering van nationale eenheid te zullen vormen. Na moeizame gesprekken werd pas op 9 november 2009 de regering Hariri geïnstalleerd.
Op 12 januari 2011 viel deze regering nadat elf ministers ontslag hadden genomen. Deze elf ministers zijn afkomstig uit de Hezbollah-beweging en partijen die eraan gelieerd zijn. De shi’itische Hezbollah-beweging is woedend over de activiteiten van het door de Verenigde Naties gesteunde Hariri-tribunaal dat vanuit Leidschendam de moord op Rafik Hariri (vader van Saad) onderzoekt. De beweging vreest dat het tribunaal aanklachten jegens prominente leden van Hezbollah zal formuleren en stelt dat Israël achter de aanslag stond. De Libanese president Michel Suleyman benoemde op 25 januari 2011 de soennitische miljardair Najib Mikati tot nieuwe premier. Hij zegt er voor alle Libanezen te willen zijn gedurende zijn ambtstermijn. Reeds in 2005 leidde Mikati gedurende drie maanden een overgangsregering.
In 2018 ging Libanon voor het eerst in negen jaar weer naar de stembus. De verkiezingen werden uitgesteld omdat het parlement aan een nieuwe kieswet werkte en in de zomer van 2018 werd de nieuwe wet aangenomen. Er zijn 128 parlementszetels, die op een vaste manier verdeeld over de verschillende bevolkingsgroepen: christenen en moslims krijgen ieder ongeveer de helft, onderlinge facties verdelen de zetels min of meer evenredig. Door de hervorming van de kieswet is het aantal kiesdistricten - vormgegeven al naargelang de sektarische achtergrond van de bevolking - verminderd. De opkomst was met 49% laag. In januari 2019 kreeg het land een nieuwe regering, Hariri bleef aan als premier. Zijn partij verloor een derde van haar zetels in de verkiezingen, terwijl het shiitische Hezbollah en zijn bondgenoten zetels wonnen en dit maakte een compromis lastig te bereiken. Op 28 oktober 2019 legde Hariri zijn functie neer. Massale straatprotesten legden al twee weken het land plat, naar aanleiding van een voornemen om het gebruik van WhatsApp te belasten. Het land kampt met een hoge staatsschuld, corruptie en hoge werkloosheid, met name onder jongeren. Vier ministers waren in de week ervoor al opgestapt, al bleven president Aoun en de rest van de regering wel aan. Op 31 oktober 2022 verliep de termijn van president Aoun. een dag voor het aflopen daarvan, verliet hij te voet het presidentiële paleis. Een opvolger was er nog niet omdat het parlement het niet eens werd over de opvolging.
Op 14 juni 2023, een half jaar na het vertrek van voormalig president Aoun, lukte het na 12 eerdere stemrondes wederom niet om een nieuwe president te kiezen. Libanon kent gecompliceerde richtlijnen rondom de politieke machtsverdeling. Die schrijven voor dat de president van het land een maronitische christen moet zijn, de parlementsvoorzitter een sjiitische moslim en de premier een soenniet. De huidige politieke stilstand straalt af op de levenskwaliteit van de Libanezen. Zo functioneren onder meer het onderwijs, de gezondheidszorg, de water- en energievoorziening niet naar behoren.

### Bestuurlijke indeling
Libanon is onderverdeeld in negen gouvernementen die weer zijn onderverdeeld in 25 districten.
- Gouvernementen van Libanon
- Districten van Libanon

### Defensie

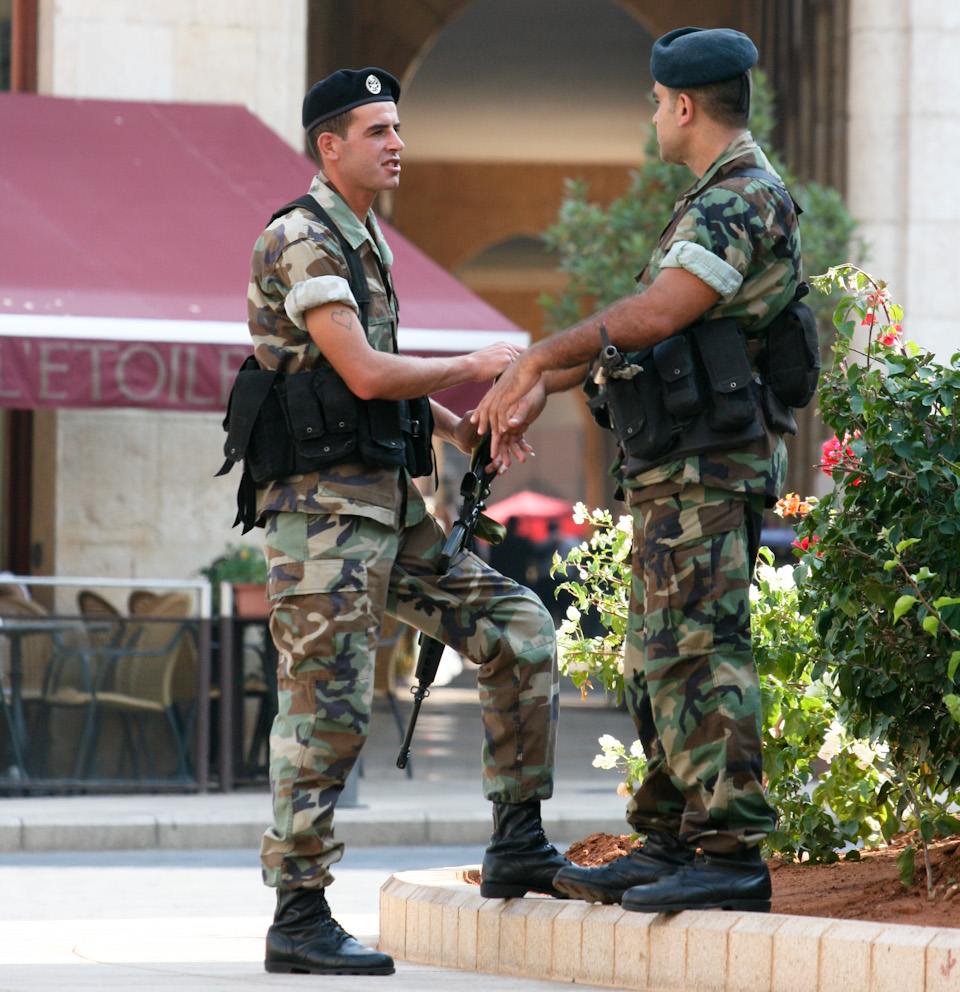
Soldaten van het Libanese leger

Het Libanese leger (Lebanese Armed Forces) bestaat uit circa 72.100 manschappen, waarvan ruim 1000 bij de luchtmacht en zo'n 1100 bij de marine. Het leger is een belangrijke stabiliserende factor van het land, maar tijdens de Libanese Burgeroorlog heeft het een dubieuze rol gespeeld. In het zuiden van Libanon is een stabilisatiemacht van de Verenigde Naties aanwezig. Libanon ontvangt jaarlijks militaire hulp uit de Verenigde Staten ter grootte van ongeveer 400 miljoen dollar.
Naast het reguliere leger zijn er ook milities actief. Hezbollah heeft een grote legermacht die vooral in het zuiden opereert. Ten tijde van de Israëlisch-Libanese Oorlog van 2006 vocht Hezbollah, en niet het leger, met Israël. De verschillende Libanese milities vechten onderling met enige regelmaat conflicten uit. Deze conflicten hebben vaak betrekking op geopolitieke conflicten, zoals de gewapende incidenten in Tripoli tussen soennitische milities en alawitische milities in de context van de Syrische Burgeroorlog in 2011 en 2012.
Libanon wordt regelmatig geconfronteerd met schendingen van zijn territorium door Israëlische jachtvliegtuigen. Het Syrische leger heeft zich in 2005 teruggetrokken uit Libanon.

## Demografie

### Bevolkingssamenstelling

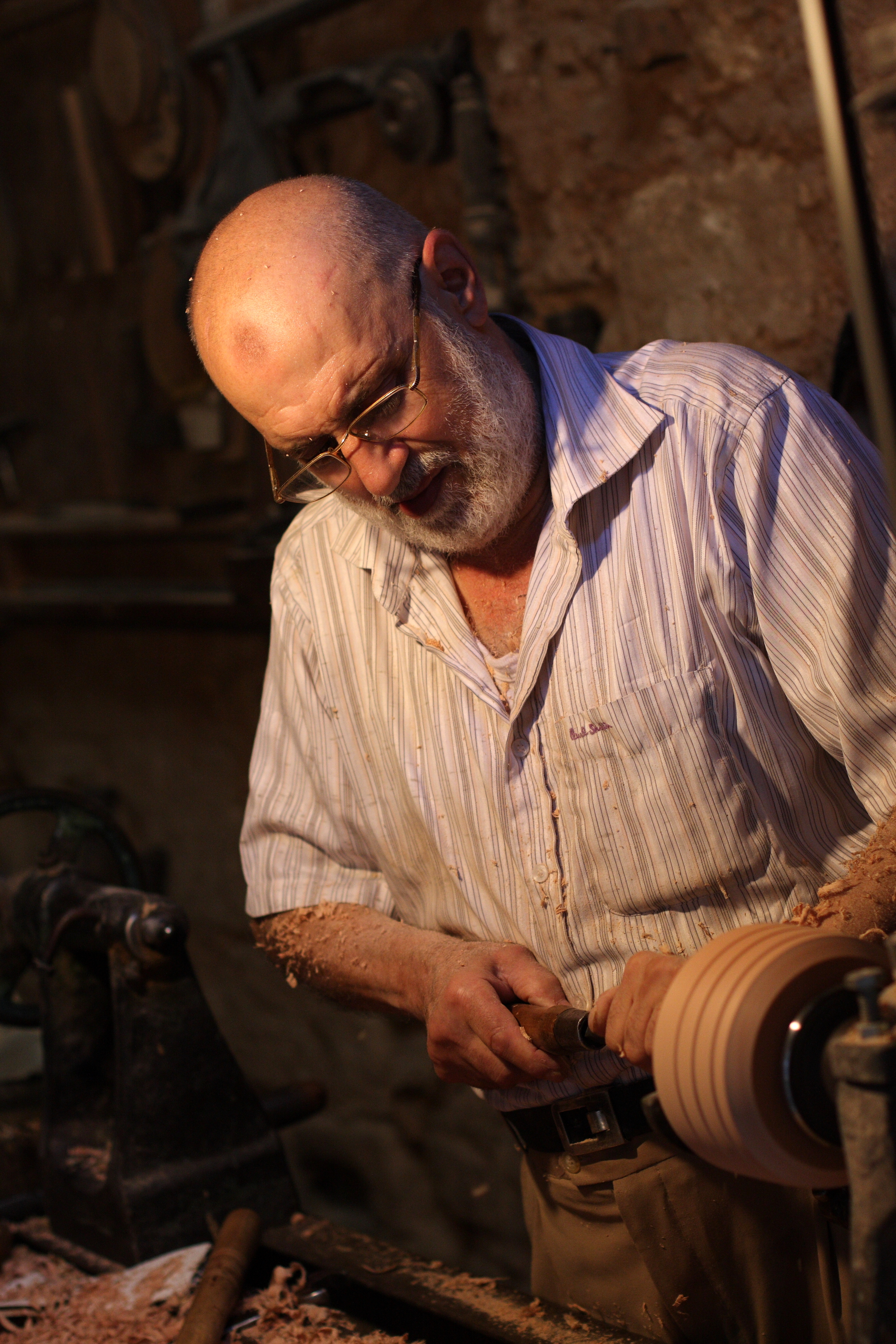
Een meubelmaker in Tripoli

Hoewel de Libanezen als Arabisch volk beschouwd worden, is Libanon, net als haar buurlanden, zowel op religieus als op etnisch gebied buitengewoon divers. Het land telt een groot aantal minderheden met uiteenlopende wortels. Zo zijn de Grieken sinds de antieke oudheid in Libanon woonachtig. De Tsjerkessen kwamen veelal als vluchtelingen uit de Kaukasus tijdens het Ottomaanse Rijk naar Libanon. De Turkomannen zijn afstammelingen van Turkse immigranten die eveneens tijdens het Ottomaanse Rijk naar Libanon kwamen. De Joodse bevolking was van oudsher groot, maar na de oprichting van Israël is de joodse bevolking enorm afgenomen. Voorts zijn er significante aantallen Armeniërs, Arameeërs, Koerden en Perzen.

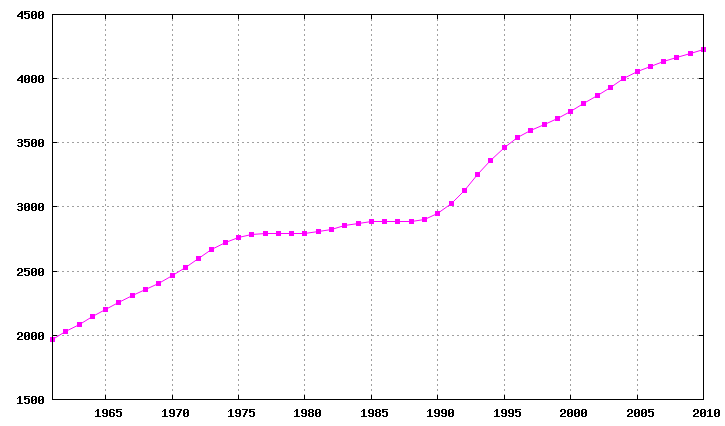
Bevolkingsgroei van Libanon

Veel christelijke Libanezen, maar ook sommige niet-christelijke Libanezen zien zichzelf niet als Arabisch maar eerder als afstammelingen van de oude Kanaänieten en wensen Feniciërs genoemd te worden.
Verspreid over het Libanese grondgebied bestaan Palestijnse vluchtelingenkampen. Deze Palestijnen zijn meestal tijdens de Arabisch-Israëlische Oorlog van 1948 naar Libanon gevlucht. Gevlucht, verdreven...in elk geval kregen zij tot nog toe geen toestemming naar hun land terug te keren. Ze hebben in de meeste gevallen geen Libanees paspoort verkregen waardoor zij nog altijd stateloos zijn. In totaal zijn er 12 Palestijnse vluchtelingenkampen met 225.125 inwoners. In heel Libanon wonen 409.714 Palestijnse vluchtelingen. Ongeveer 10% van hen is christelijk, deze behoren voornamelijk tot het Grieks-orthodox patriarchaat van Antiochië.
Ook zijn er in Libanon veel buitenlandse gastarbeiders werkzaam. Vaak doen zij hun werk onder erbarmelijke omstandigheden. Soms komt hun werk neer op een moderne vorm van slavernij. Niet zelden zijn zij ook slachtoffer van racisme of xenofobie. Er worden regelmatig misstanden over deze situatie gerapporteerd.
| Etnische/Religieuze Minderheid | Aantal       | Bevolkingsaandeel                                                  |
| ------------------------------ | ------------ | ------------------------------------------------------------------ |
| Alawieten                      | 100 duizend  | 2,5% (etnische Arabieren)                                          |
| Arabieren                      | 3,75 miljoen | 93% (Christenen, Alawieten, Druzen, Soennieten alsook Sjiieten)    |
| Armeniërs                      | 160 duizend  | 4% (Christenen)                                                    |
| Arameeërs                      | 100 duizend  | 2,5% (Christenen)                                                  |
| Christenen                     | 1,6 miljoen  | 41% (etnische Arabieren, Armeniërs, Feniciërs, Grieken, Arameeërs) |
| Druzen                         | 250 duizend  | 6,25% (etnische Arabieren)                                         |
| Koerden                        | 80 duizend   | 2% (met name Soennieten)                                           |
| Palestijnen                    | 400 duizend  | 10% (etnische Arabieren, met name Soennieten, enkele Christenen)   |
| Sjiieten                       | 1 miljoen    | 27% (etnische Arabieren)                                           |
| Turkomannen                    | 80 duizend   | 2% (veelal Soennieten)                                             |
| Tsjerkessen                    | onbekend     | onbekend (veelal Soennieten)                                       |

Door de Syrische Burgeroorlog zijn veel Syriërs illegaal de grens overgekomen. In 2015 is het Hoog Commissariaat voor de Vluchtelingen (UNHCR) - op verzoek van de Libanese regering - gestopt met het registreren van Syriërs. Het officiële getal staat op 929.624, maar dit is een onderschatting. Op het hoogtepunt werd het aantal Syriërs geschat op 2 miljoen en medio 2019 zijn er nog zo'n 1,5 miljoen. Vóór de burgeroorlog uitbrak telde Libanon 4,3 miljoen inwoners.

## Religie
In Libanon worden zeventien verschillende geloofsgemeenschappen officieel erkend. De moslims maken volgens de gegevens van het Libanese verkiezingssysteem en volkstelling ongeveer 40% van de bevolking uit, de christenen 45% en druzen overige 15%.
De officiële erkenning geldt voor vier religieuze gemeenschappen van de islam (o.a. sjiieten, soennieten, alawieten), voor de druzen en voor twaalf christelijke kerken.
Religie is in Libanon ook van uitermate groot belang in politiek, staat en recht (met name huwelijksrecht). In 1932 vormden christenen in Libanon met 53% nog de meerderheid van de bevolking, maar grootschalige emigratie van Libanese christenen naar de Verenigde Staten, Brazilië en Europa sinds 1880 tot na 1990 deden het evenwicht verschuiven. Tot het vredesakkoord van Taif hadden de christenen gezamenlijk 60% van de parlementszetels in het sterk geconfessionaliseerde Libanon in handen, terwijl de moslims met 40% van de zetels genoegen moesten nemen. Sinds het akkoord in 1989 zijn de zetels gelijkelijk verdeeld (50%, 50%), hoewel de christenen inmiddels niet langer een bevolkingsmeerderheid vormen. Het verdrag van Taif (1989) gaf aan Rafik Hariri en daarmee ook aan Saoedi-Arabië en de soennieten een feitelijk belangrijker rol binnen het politiek bestel, hetgeen tot nieuwe spanningen met de sjiieten leidt.
In november 2016 werd Michel Aoun verkozen tot president. Hoewel een Maronitisch-Christen, werd Michel Aoun verkozen met belangrijke steun van Hezbollah. Hiermee ging Libanon een nieuwe fase in als vriendelijke natie ten aanzien van Iran zoals ook Syrië (alawitisch-sjiitisch) en Irak (sjiitisch).

### Moslims
| Stroming            | Aantal      | Bevolkingsaandeel |
| ------------------- | ----------- | ----------------- |
| Sjiisme - Alawieten | 100 duizend | 2,5%              |
| - Druzen            | 512 duizend | 13,25%            |
| Sjiisme - Zeveners  | onbekend    | onbekend          |
| Sjiisme - Twaalvers | 632 duizend | 17%               |
| Soennieten          | 815 duizend | 21%               |

De moslims zijn verdeeld over druzen, soennieten, sjiitische twaalvers, sjiitische zeveners en alawieten.
De soennieten wonen verspreid over het land, maar vooral in het noordwesten en het centrum. Zij maken 30% van de bevolking uit. De soennieten onderhouden nauwe banden met overwegend soennitische staten in het Midden-Oosten zoals Bahrein en Saoedi-Arabië.
De sjiieten wonen vooral in het zuiden en het noordoosten van Libanon, meer bepaald in de Beekavallei (Beqaa). Er wordt aangenomen dat zij thans 30% van de bevolking uitmaken. De sjiieten onderhouden nauwe banden met hun geloofsgenoten in Iran en zijn vooral internationaal bekend vanwege Hezbollah (een politieke organisatie met een sterke militie).
De alawieten vormen een kleinere minderheid en naar buitenstaanders toe sterk seculier. Zij wonen met name in Tripoli en konden sinds de Syrische overheersing (jaren 1980) een rol van betekenis spelen daar ook de eerdere Syrische president Hafiz al-Assad en zijn opvolger en zoon president Bashar al-Assad tot hun geloofsgemeenschap behoren.
De intra-islamitische verstandhoudingen hebben in de recente geschiedenis van Libanon tot gewapende conflicten geleid. In 2012 leidde dit ook tot spanningen en kleinschalige gevechten tussen met name de alawieten en soennieten in Tripoli.

### Druzen
De druzen zijn ontstaan als een afsplitsing van het sjiisme maar beschouwen zich niet meer als moslims, wel als monotheïsten. Zij maken ongeveer 14% van de totale Libanese bevolking uit.
Zij wonen vooral in het Midden-Libanese Choufgebergte. Enkele voorname families zijn de clans van Jumblatt en Yazbak. De laatste decennia spelen zij via hun Progressieve Socialistische Partij een politieke rol van betekenis.

### Christenen
| Kerk                                       | Aantal      | Bevolkingsaandeel                              |
| ------------------------------------------ | ----------- | ---------------------------------------------- |
| Armeens-Apostolische Kerk                  | 160 duizend | 6%                                             |
| Armeens-Katholieke Kerk                    | 12 duizend  | 0,3%                                           |
| Assyrische Kerk van het Oosten             | onbekend    | onbekend (ook vluchtelingen uit Irak en Syrië) |
| Chaldeeuws-Katholieke Kerk                 | onbekend    | onbekend (ook vluchtelingen uit Irak en Syrië) |
| Grieks-orthodox patriarchaat van Antiochië | 320 duizend | 7,25% (ook Palestijnen)                        |
| Maronitische Kerk                          | 1,1 miljoen | 26%                                            |
| Melkitische Grieks-Katholieke Kerk         | 200 duizend | 5%                                             |
| Syrisch-Orthodoxe Kerk van Antiochië       | 50 duizend  | 1,25%                                          |

De meerderheid van de christenen behoort tot de Maronitische Kerk. De Maronieten maken circa 26% van de bevolking uit. Door emigratie (vanwege de verschillende gewapende conflicten sinds de onafhankelijkheid van Libanon) en relatief lage vruchtbaarheidscijfer neemt het relatieve aandeel van de christenen in Libanon al decennialang af. Sinds de Irakoorlog en Syrische Burgeroorlog is het aantal christenen echter weer enigszins toegenomen, omdat christelijke vluchtelingen naar Libanon trekken. Zie ook: Christendom in het Midden-Oosten.
De christenen wonen vooral in het centrale westelijke deel van het land rondom Beiroet, Deir el-Qamar, Damour, Jounieh, Jbeil, Batroun, Chekka, Zahlé, Zgharta, Marjeyoun, Baabda, en Bchareh, in het Libanongebergte.

## Economie
De bevolking van Libanon staat in de Arabische wereld bekend om haar handelsgeest en is hoog opgeleid. In het gehele Midden-Oosten zijn hoog opgeleide Libanezen te vinden die als expat werken. De dienstensector is veruit de grootste economische activiteit, met als belangrijke sectoren de handel, de financiële dienstverlening en toerisme. De industrie is relatief bescheiden en droeg in 2017 minder dan 15% bij aan het bruto binnenlands product (BBP). In 2009 werkte bijna 40% van de beroepsbevolking in de landbouw, de bijdrage aan het BBP was minder dan 4% in 2017. De Libanese wijnbouw is ook in het Westen beroemd.
De kleine industriële basis impliceert dat bijna alle goederen geïmporteerd moeten worden. Het land kampt met een groot tekort op de handelsbalans. De belangrijkste handelspartners voor de import zijn de Volksrepubliek China, Italië en Griekenland. Bij de exportbestemmingen staat ook China bovenaan, gevolgd door de Verenigde Arabische Emiraten en Zuid-Afrika.
Voor het uitbreken van de burgeroorlog had het land een bloeiende economie. De burgeroorlog, buitenlandse invallen en oorlogen in de regio hebben hun sporen hierop achtergelaten; de economie kreeg telkens een flinke tik. In 1991 was er sprake van een fors economisch herstel en dit bleef tot 1998 het geval. De economische groei bleef daarna zweven op een laag niveau, maar steeg wederom aanzienlijk in de jaren 2008 tot en met 2011. Nadien bleef de groei relatief stabiel, maar op een bescheiden niveau. De staat kampt met een structureel tekort, al decennia zijn de uitgaven hoger dan de inkomsten. De bruto staatsschuld ligt op een hoog niveau. De rentekosten zijn hoog en ongeveer een derde van de staatsuitgaven zijn hieraan gerelateerd. Ondanks de oorlogen en het geweld tussen Israël en Libanon bestond er nog wel economische uitwisseling voornamelijk tijdens de Israëlische bezetting. Het was niet vreemd dat mensen uit Libanon in Israël een baan zochten voor hun inkomen. Dit is tot op een zeker punt sociaal geaccepteerd, zeker in Zuid-Libanon. Het land kampt ook met een groot tekort op de lopende rekening. De internationale concurrentiepositie staat onder druk, maar ook de conflicten in eigen land en in de regio werken niet mee. Het toerisme is een belangrijke bron van buitenlandse inkomsten. De werkloosheid in 2019 werd geschat op 20% en onder jongeren zelfs 30%. Er wonen ongeveer 1,5 miljoen Syrische vluchtelingen in het land, equivalent aan een vijfde van de totale bevolking.
In 2020 is de economische situatie dramatisch verslechterd, de inflatie is sterk gestegen naar 85% en de economie is met 25% gekrompen waardoor het inkomen per hoofd van de bevolking fors is gedaald.
| Jaar | BBP (in miljarden US$) | BBP per hoofd (in US$) | Reële groei (% mut JoJ) | Inflatie (% mut JoJ) | Saldo overheids- begroting (in % BBP) | Bruto staatsschuld (in % BBP) | Saldo lopende rekening (in % BBP) |
| ---- | ---------------------- | ---------------------- | ----------------------- | -------------------- | ------------------------------------- | ----------------------------- | --------------------------------- |
| 1980 | 4,0                    | 1575                   | 1,5%                    | 23,9%                |                                       |                               | -3,5%                             |
| 1990 | 2,8                    | 1035                   | -13,4%                  | 68,9%                | -30,2%                                |                               | -39,3%                            |
| 2000 | 17,0                   | 5257                   | 1,1%                    | -0,4%                | -24,0%                                | 148%                          | -17,6%                            |
| 2005 | 21,5                   | 5390                   | 2,7%                    | -1,4%                | -8,6%                                 | 179%                          | -10,4%                            |
| 2010 | 38,4                   | 7761                   | 8,0%                    | 4,0%                 | -7,5%                                 | 137%                          | -20,7%                            |
| 2015 | 49,9                   | 7645                   | 0,2%                    | -3,7%                | -7,5%                                 | 141%                          | -19,9%                            |
| 2020 | 24,5                   | 3589                   | -25,9%                  | 84,9%                | -3,5%                                 | 151%                          | -15,8%                            |

In 2018 stond het land op plaats 138, van de 180 landen die beoordeeld zijn, op de corruptieperceptie-index van Transparency International.

## Cultuur

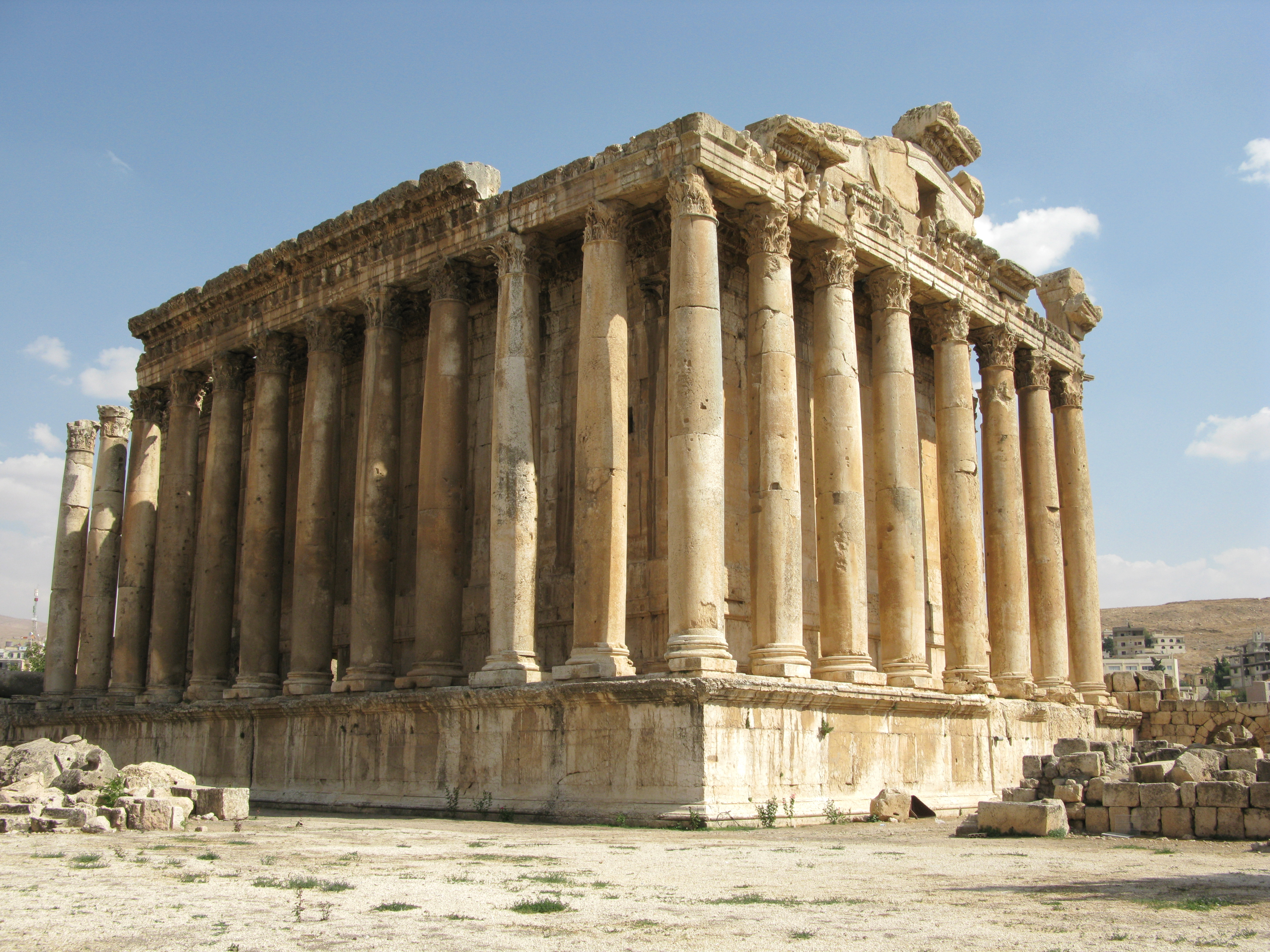
De Romeinse Bacchustempel in Baalbek

Het huidige Libanese grondgebied was, gedurende duizenden jaren de thuisbasis van een groot aantal beschavingen en culturen. Het werd oorspronkelijk bewoond door de Feniciërs, veroverd en bezet door de Assyriërs, de Perzen, de Grieken, de Romeinen, de Arabieren, de Kruisvaarders, de Ottomaanse Turken en in de recente geschiedenis door de Fransen. De Libanese cultuur is door de millennia heen beïnvloed geweest door deze verschillende volkeren. De bevolking van Libanon, samengesteld uit verschillende etnische en religieuze groeperingen, heeft bijgedragen tot de specifieke literatuur en de verschillende muzikale stijlen die onder meer in de festivals tot uitdrukking komen. De Libanese keuken heeft eveneens deze multiculturele invloed ondergaan.
In vergelijking met het merendeel van de inwoners van Zuidwest-Azië is de Libanese bevolking goed opgeleid. Sedert 2003 is 87,4% van de bevolking geletterd. De Libanese samenleving is modern en vergelijkbaar met bepaalde culturen van het Europese Middellandse Zeegebied. Het land maakt deel uit van de Arabische wereld en heeft altijd opengestaan voor modernisering onder Europese en vooral Franse invloed. Libanon wordt vaak beschouwd als de toegangspoort van Europa naar West-Azië maar ook in Azië als de poort naar de westerse wereld.
De officiële taal is Arabisch. Daarnaast is Frans de belangrijkste taal. Ongeveer 45% van de mensen spreekt ook Frans en 30% Engels. Libanese Armeniërs hebben Armeens als hun moedertaal. Libanese Koerden hebben Koerdisch als hun moedertaal.

### Bezienswaardigheden en toerisme

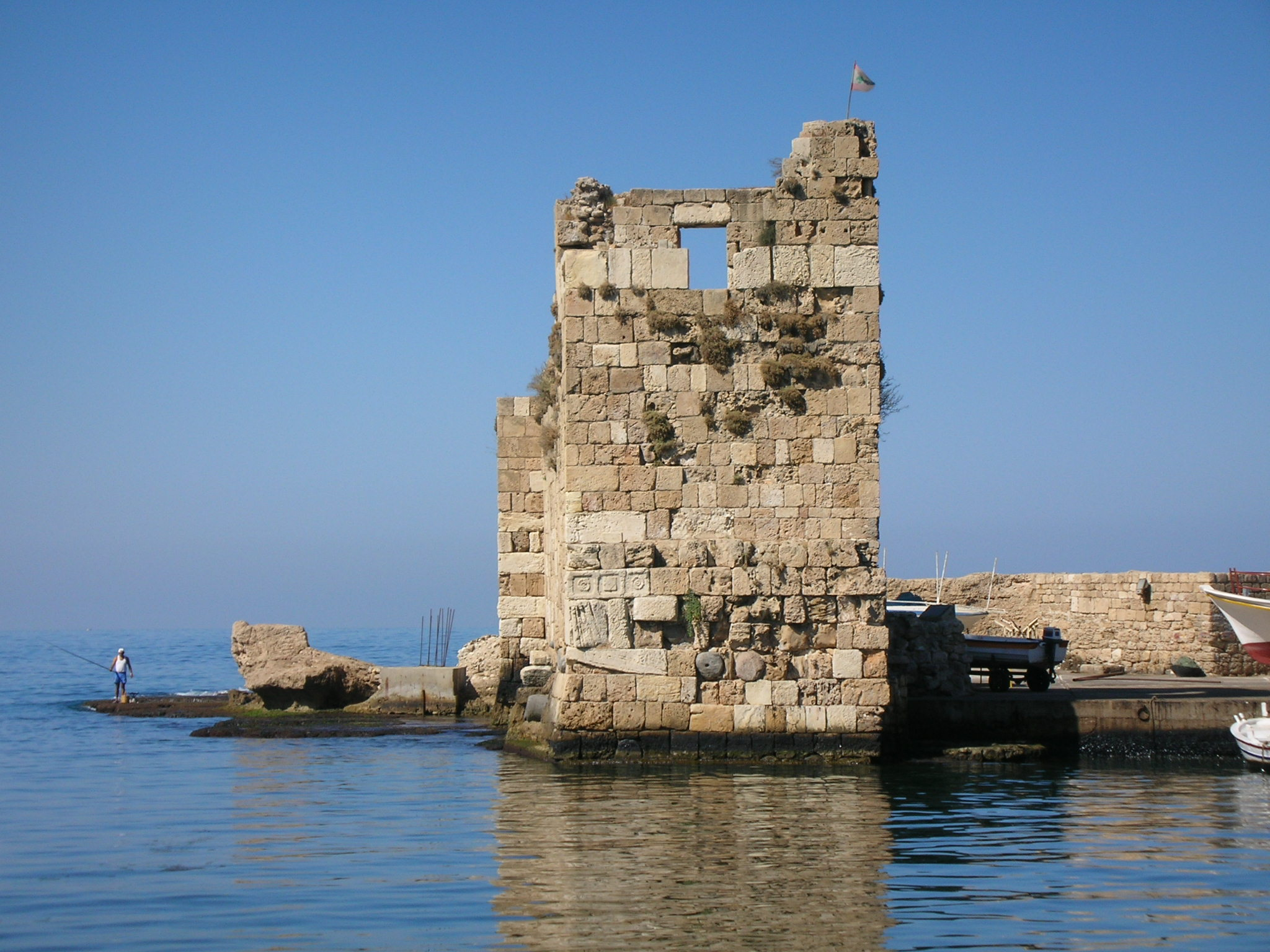
Ruïnes in Byblos